# TV Vila Velha
A TV Vila Velha é um canal de televisão a cabo do Brasil. O canal de Ponta Grossa, Paraná, encontra-se há 4 anos sob a administração de João Barbiero. O canal tem se expandido, com programas voltados para o entretenimento e informações úteis ao telespectador.

## Caso RP2
Em 23 de março de 2010 o estudante de jornalismo da UEPG Lucas Nobuo Waricoda escreveu uma crítica acadêmica sobre o programa RP2, da TV Vila Velha. Ao ler a crítica no ar, o apresentador do programa, Zeca, ameaçou a vida e a integridade física do estudante, além de ofender o próprio, seus familiares e todos os estudantes do curso de jornalismo. O estudante registrou queixa-crime contra o apresentador por ameaça, além disso, o departamento jurídico da universidade acionou o Ministério Público, a Anatel e a OAB.